# Gelbstreifige Wegschnecke
Die Gelbstreifige Wegschnecke (Arion fasciatus) ist eine Nacktschnecke aus der Familie der Wegschnecken (Arionidae), die zur Unterordnung der Landlungenschnecken (Stylommatophora) gestellt wird.

## Beschreibung
Die Gelbstreifige Wegschnecke misst ausgestreckt etwa 4 bis 5 cm, ausnahmsweise auch bis 70 mm. Der Rücken ist gelbbraun bis graubraun; die Farben werden über die Seiten zum Fuß hin blasser, am Fuß weißlich. Die Seiten weisen verwaschene, etwas dunklere Lateralbänder auf, die zum Fuß hin durch eine gelbliche Zone begrenzt werden. Das rechte Lateralband verläuft oberhalb der Atemöffnung. Die Sohle ist grauweiß, der Schleim farblos. Der Rücken zeigt einen sehr schwach ausgeprägten Kiel. Die jungen Tiere sind hellgrau bis hellbraun mit dunklen Lateralbändern und einem etwas deutlicherem Kiel. Das Atrium des Genitalapparates ist verhältnismäßig groß, der Epiphallus weiter als das Vas deferens. Der Ovidukt ist verhältnismäßig eng und ungefähr so lang wie der Epiphallus. Die Spermatheke ist länglich.

## Lebensweise, Vorkommen und Verbreitung
Die Art lebt bevorzugt in offenem, kultiviertem Gelände, in Gärten, Parks, aber auch in Ödländern. Sie frisst bevorzugt frisches Pflanzenmaterial. Das Verbreitungsgebiet erstreckt sich über West-, Zentral- und Nordeuropa. 

## Systematik
Die Eigenständigkeit der drei Arten Arion fasciatus (Nilsson, 1823) (Gelbstreifige Wegschnecke), Arion silvaticus Lohmander, 1937 (Wald-Wegschnecke) und Arion circumscriptus Johnston, 1828 (Graue Wegschnecke) wurde 2006 von Sofie Geenen und Mitautoren in Frage gestellt. Sie fanden weder konsistente Merkmale in der Genitalanatomie noch hinreichende Unterschiede bei DNA-Untersuchungen. Die Unterschiede in der Färbung führen sie auf die Etablierung von Farbvarianten durch längere Phasen von Selbstbefruchtung zurück. Sollten sich diese Ergebnisse bestätigen wären Arion silvaticus Lohmander, 1937 und Arion circumscriptus Johnston, 1828 jüngere Synonyme von Arion fasciatus (Nilsson, 1823). Alle drei Arten werden in die von einigen Autoren nicht benutzte Untergattung Arion (Carinarion) Hesse, 1926 gestellt.

## Unterschiede
Die beiden nahe verwandten Arten A. circumscriptus und A. silvaticus unterschieden sich durch das Fehlen der gelblichen Hintergrundfarbe des Körpers. Gewöhnlich sind diese Arten kleiner als A. fasciatus.